# Revisão de texto
Define-se a revisão de texto como as interferências no texto, visando a sua melhoria. Essas mudanças podem atingir palavras, frases ou parágrafos e ocorrem por cortes, inclusões, inversões ou deslocamentos. A pessoa encarregada desta tarefa é revisor de textos, cujo papel é verificar, com o editor da matéria, o orientador ou coautores, se há erros de ortografia, se a matéria está corretamente direcionada aos factos citados, entre outros. Tratando-se de um processo de autorrevisão, as mudanças são feitas pelo próprio autor sem a ajuda de um colega ou do revisor.
O revisor exerce uma função essencial na preparação de textos para a circulação pública. Embora muitas vezes a ocupação seja identificada com as áreas de Jornalismo e Edição, a revisão é parte do processo de elaboração de qualquer produto final que utilize linguagem verbal (jornal, revista, livro, publicidade, encartes de CDs e DVDs, embalagens de produtos...), bem como na finalização de trabalhos académicos. No entanto, muitas empresas reduziram ou mesmo eliminaram as equipas de revisores após a introdução da informática nas redações. A revolução tecnológica verificada nos últimos anos não conseguiu substituir, através das suas inovações informáticas, a leitura humana e subjetiva. A análise de documentos exige uma adaptação ao contexto específico de cada trabalho e uma validação de regras linguísticas complexas. Uma máquina ou um software não tem ainda competências para tal. Também é raro que as instituições de ensino e pesquisa estejam dotadas de revisores de textos, embora a contratação desse serviço seja comum na academia.
É recorrente a ideia equivocada de que a revisão de textos se restringe à correção de aspectos gramaticais. A revisão vai muito além da simples correção, pois a coerência interna e externa do texto devem ser observadas. Entende-se como coerência interna a adequação da língua ao gênero textual. O texto literário, por exemplo, não poderá ser revisado com os mesmos critérios utilizados na revisão de um texto acadêmico, e mesmo dentro de cada um desses gêneros existem usos específicos que identificam diferentes comunidades de escrita. Vinculada à coerência interna, há o princípio da não-contradição, que consiste em se evitar afirmações que se contradigam ao longo do texto. Como coerência externa, entende-se a relação do conteúdo do texto com a realidade extratextual. Por exemplo, o uso de conceitos, no interior do texto, que não se compatibilizem com determinada realidade constitui um rompimento da coerência externa. 
Idealmente, qualquer texto destinado à circulação pública deveria ser submetido a diversas fases de revisão; as primeiras e a última pelo próprio autor, mas outras pessoas devem rever o trabalho para que os diversos tipos de problemas sejam reduzidos ao mínimo. 
O autor, devido à sua familiaridade com o assunto e proximidade ao texto, ou mesmo por incompleto domínio da linguagem escrita, comete quase sempre lapsos e equívocos que ele próprio não identifica em sucessivas leituras do seu trabalho. Mesmo os orientadores acadêmicos, formalmente responsáveis pelo acompanhamento da produção, pelos mesmos motivos, estão sujeitos a tais enganos e lapsos.
Os revisores profissionais trabalham melhor se o texto lhes for entregue “pronto”, inteiro, de forma que, depois de revisado, não sofra mais modificações que não sejam aquelas apontadas durante o tratamento editorial. A interlocução entre revisores e autores é necessária para garantir que suas intenções e ideias sejam corretamente interpretadas, sendo, portanto, parte constitutiva desse processo.

## Tipos de revisão de textos

### Revisão primária
Para alguns, confunde-se com o copidesque (em inglês copy desk) ou com preparação de texto (em inglês revision); aponta incoerências, repetições, uso incorreto da língua e falta de normalização. Normalmente inclui mecanismos eletrónicos de verificação da ortografia e sintaxe. Em alguns casos inclui a formatação de texto, inclusive em se tratando de trabalho académico, quando serão obedecidas normas da ABNT, Vancouver, APA, ISO, por exemplo, ou as normas da própria instituição ou veículo a que se destina o texto.
Nessa fase é comum e aconselhável a interação com autor ou autores, bem como editores, orientadores e outros responsáveis pelo texto.

### Revisão secundária
Verifica uniformidade e constância temporal e pessoal das formas verbais, vícios de eufonia, linguagem oral ou desconhecimento etimológico, clareza, ordenação sintática e hierarquização das ideias. Verificação “final” de todos os aspectos linguísticos, metodicamente, conferindo os diferentes aspectos na seguinte ordem:
- erros de digitação, ortografia, pontuação e concordância não detectáveis pelos revisores eletrônicos;
- uniformidade e constância temporal e pessoal;
- vícios decorrentes da linguagem oral ou desconhecimento etimológico;
- vícios de eufonia (cacófatos e outros);
- ordenação sintática e hierarquização das ideias.

### Revisão de provas
Um revisor lê a obra já paginada em formato de página (em inglês proofreading), verificando não só erros de português como inconsistências de tipologia, espaços a mais ou a menos, numerações, “caminhos de rato”, “viúvas”, “forcas”, "linhas penduradas", "dentes de cavalo" e outros problemas de paginação.

### Revisão académica
Revisão de teses, dissertações, monografias, artigos, comunicações e trabalhos académicos em geral. Normalmente requer a interferência de profissional habituado ao jargão universitário, familiarizado com as normas e objetivos do texto científico.

### Revisão técnica
Inclui interferência crítica feita por um profissional com qualificação académica no objeto do trabalho, proporcionando ao autor a tranquilidade de uma opinião externa e descomprometida com o conteúdo do texto e com a sua produção, sendo um importante recurso para os autores que trabalham distantes de seus orientadores formais.

### Revisão final
No jargão dos revisores, conhecida como “cata piolho” e outras expressões do género. Refere-se à última leitura do texto, antes do esgotamento do prazo para entrega. Verifica todas as mínimas questões remanescentes; e sempre haverá mais a ser revisado, enquanto houver tempo.

## Listas de checagem
Diversos revisores usam listas de checagem (em inglês checklists) nas diversas fases da revisão. Estas listas, longe de substituírem a leitura atenta e o conhecimento linguístico e a vivência profissional, subsidiam a rotina de trabalho, favorecendo o treinamento dos profissionais em formação e garantindo a padronização em equipes de trabalho. Nenhuma lista de checagem é completa ou perfeita, elas se sobrepõem e se complementam.

### Checagem objetiva
- Primeira etapa

Tem o objetivo de corrigir principalmente os erros e textos em versão eletrônica, eliminando os erros recorrentes desse tipo de redação e edição pelo autor, ou autores e demais pessoas que interferiram no texto, editores ou orientadores – por exemplo. O quadro que se segue exemplifica o procedimento, mas não o esgota.
| OCORRÊNCIA                                      | JUSTIFICATIVA                                                                 | INTERFERÊNCIA                                      |
| Duplo parágrafo.                                | Tentativa de formatar o parágrafo, dando espaços.                             | Substituir parágrafo duplo por simples.            |
| Múltiplos espaços entre as palavras.            | Erro na digitação ou movimentação de palavras ou grupos.                      | Localizar e substituir espaços duplos por simples. |
| Espaços antes ou depois de marcas de parágrafo. | Mais comumente por erro de digitação.                                         | Localizar e substituir os espaços excedentes.      |
| Espaços antes de sinais de pontuação.           | Mais comumente por erro de digitação.                                         | Localizar e substituir os espaços excedentes.      |
| Uso de hífen entre as palavras.                 | Os autores não conhecem a diferença entre hífen, vírgula inglesa e travessão. | Localizar e substituir adequadamente.              |

- Segunda etapa

Corrige os erros mais comuns; os que ocorrem em abundância em quase todos os textos devem ser procurados de forma sistemática ao longo do trabalho. O quadro seguinte exemplifica as ocorrências típicas e procedimentos.
| OCORRÊNCIA   | JUSTIFICATIVA                                                                     | INTERFERÊNCIA                                                        |
| Um, uma.     | Abuso de pronomes e artigos indefinidos.                                          | Excluir supérfluos.                                                  |
| Aonde, onde. | Impropriedades: regência e/ou inadequação.                                        | Substituir um pelo outro ou adequar.                                 |
| Do / da.     | Impropriedade no emprego da preposição no sujeito.                                | Substituir por “de o / de a”.                                        |
| Nível de...  | Impropriedade no emprego em sentido figurado ou como locução adverbial expletiva. | Substituir pelo advérbio correspondente ou suprimir, segundo o caso. |

### Checagem subjetiva
Compreende aspectos que somente a leitura atenta do texto inteiro pode proporcionar. Esta relação é baseada nas instruções do On-Line Writing Lab.
- O texto é amigável, incluído o que o leitor precisa saber e só o que ele precisa saber?
- O texto tem uma tese ou propósito?
- Os parágrafos se relacionam com a tese ou propósito?
- Cada parágrafo tem um tópico frasal com a ideia central?
- Os detalhes de cada parágrafo se relacionam com a ideia central?
- Alguns detalhes devem ser movidos para outro parágrafo?
- Há uma frase de conclusão para o parágrafo?
- Há transição entre os parágrafos?
- O verbo concorda sempre com o sujeito?
- A escolha dos pronomes e sua posição está correta?
- As estruturas de coordenação e subordinação sintática estão corretas?
- Há orações muito longas que devem ser separadas?
- Há sequências de frases muito curtas?
- Há palavras faltando?
- Há palavras repetidas?